# Voloceaiivka, Peatîhatkî
Voloceaiivka (în ucraineană Волочаївка) este un sat în comuna Mareanivka din raionul Peatîhatkî, regiunea Dnipropetrovsk, Ucraina.

## Demografie
Componența lingvistică a localității Voloceaiivka
     Ucraineană (75%)
     Rusă (25%)
Conform recensământului din 2001, majoritatea populației localității Voloceaiivka era vorbitoare de ucraineană (75%), existând în minoritate și vorbitori de rusă (25%).